# Ненчо Балабанов
Ненчо Великов Балабанов (роден на 17 април 1980 г.) е български актьор.  

## Биография
Ненчо Балабанов е роден на 17 април 1980 година в град  Котел. Майка му е счетоводител, а баща му е инженер.

### Образование
През 1998 г. завършва Техникум по електротехника и електроника „Мария Кюри“ в Сливен със специалност Промишлена електроника с усилено изучаване на английски език. Същата година кандидатства в НАТФИЗ „Кръстьо Сарафов“ и в Нов български университет със специалност Поп пеене. Приет е и на двете места, но избира НАТФИЗ, където завършва със специалност Актьорство за куклен театър в класа на Румен Рачев.

### Актьорска кариера
В края на 2001 г. е поканен да играе в Младежкия театър. Междувременно с колегите си прави куклени представления в Учебния куклен театър и обикалят из различни фестивали по света с тях. Най-популярните им представления са „Котки върху горещ ламаринен покрив“ и „Български народни приказки и песни“. По-късно играе в театър „Завеса“ в „Приключения в Парка“, „Яйцето“ и други.
Играе ролята на Аладин в едноименния мюзикъл с участието на Поли Генова, Дони и Богомил Спиров, чиято премиера е на 7 декември 2012 г. в Национален музикален театър „Стефан Македонски“. Текстът на песните е на Иван Ангелов, а либретото е на Ангелов и Петя Миладинова.
През 2019 г. изиграва главната мъжка роля в комедийния сериал „All inclusive“, който се излъчва по Нова ТВ от 28 февруари 2020 г.

### Кариера на озвучаващ актьор
Балабанов започва да се занимава с дублажи още докато учи в НАТФИЗ, когато го поканва Веселина Пършорова от БНТ през април 2000 г. По-късно го канят от Александра Аудио, където озвучава до 2009 г. Първият му синхронен дублаж за филм, издаден на видеокасета е „Мулан“, където озвучава Линг. Тогава се запознава с Десислава Софранова, която се занимава с певческата част от филмите и изпраща пробата му до САЩ, откъдето го одобряват и участва в певческите части. Първият сериал, за който дава гласа си, е „Херкулес (сериал, 1998)“ за БНТ, където озвучава Икар и също изпълнява певчески части.
От есента на 2009 г. е режисьор на Музикалната продукция на студио Доли. Също така и адаптира на български текстовете на песните във филмите на студиото. Сред сериалите, върху които е работил, са „Финиъс и Фърб“ и „Време за приключения“.
През 2013 г. е нает за глас на предаването „Най-хубавите години от нашия живот“ по БНТ 1.
Той е режисьор на дублажи в студио „Про Филмс“.
| Актьор               | Заглавия | Роли                           |
| -------------------- | --- | ------------------------------ |
| Джеймс Арнолд Тейлър | Междузвездни войни: Войните на клонираните Пале Боец (дублаж на Про Филмс) | Оби-Уан Кеноби Биф             |
| Джеф Бенет           | Том и Джери: Вълшебният пръстен (първи дублаж на Александра Аудио) Лагерът Ласло Пале боец (по-късно е Живко Джуранов) | Джоуи Радж Кезуик              |
| Кари Пейтън          | Малки титани: В готовност! Justice League Action Супергероините на DC: Герой на годината | Киборг                         |
| Карлос Алазраки      | Лагерът Ласло Майстор Мани | Готвач Макмюсли Фелипе         |
| Мел Бланк            | Заекът и бобеното стъбло (дублаж на Александра Аудио) Големият сън (дублаж на Александра Аудио) Заекът пират (дублаж на Александра Аудио) Бъгс Бъни отново се развихря (дублаж на Александра Аудио) Горилата на мечтите ми (дублаж на Александра Аудио) | Бъгс Бъни                      |
| Нейтън Лейн          | Цар лъв Цар лъв 3: Хакуна матата | Тимон (вокал)                  |
| Том Кени             | Ким Суперплюс Шаолински двубои (дублаж на Про Филмс) Зеления фенер: Анимационният сериал | Д-р Фен Господаря Даши Бит Рок |

### Анимационни сериали
- „Аладин и завръщането на Джафар“ – Други гласове, 2005
- „Бил и Алдо“ – Фред, 2001
- „Генератор Рекс“ – Други гласове, 2012
- „Герои: 108“, 2010
- „Големите шпионки“ (от шести сезон), 2013
- „Джони Тест“ (втори дублаж на студио Доли) – Дюки, 2011
- „Клуб Маус“, 2003-2004
- „Лило и Стич: Сериалът“, 2005
- „Най-добрият ми приятел е маймуна“, 2009
- „Мухата Маги“, 2005
- „Отбор Гуфи“, 2005
- „Планетянчетата“ – Гранвил, 2005
- „Самурай Джак“ (дублаж на студио 1+1) – Джак, 2009

### Игрални сериали
- „В групата съм“, 2010
- „Късмет, Чарли!“ – Спенсър, 2010

### Анимационни филми (войсоувър дублаж)
- „Бионикъл 2: Легенда за Метру Нуи“, 2004
- „Бионикъл 3: Мрежа от сенки“, 2005

### Анимационни филми (насинхронен дублаж)
- „101 далматинци“ – Роджър, 2008
- „101 далматинци II: Приключението на Пач в Лондон“ – Роджър, 2008
- „Алиса в Страната на чудесата“ – Гущерчето Бил, 2004
- „Барби и диамантеният дворец“ – Иън, 2008
- „Барби с коледни песни“ – Фреди, 2008
- „В небето“ – Алфа (Боб Питърсън), 2009
- „Весели крачета 2“ (дублаж на студио Доли) – Свен (Ханк Азария), 2011
- „Всички на сърф“ – Глен, 2007
- „Гномео и Жулиета“ (дублаж на Александра Аудио) – Федърстоун, 2011
- „Див живот“ – Изи, Скаб и Скроу, 2006
- „Играта на играчките 2“ – Други гласове
- „Книга за джунглата 2“ – Лъки, 2004
- „Коледна песен“ – Призракът на настоящите Коледи, 2009
- „Кунг-фу панда“ (дублаж на Александра Аудио) – По (Джак Блек), 2008
- „Лило и Стич“ – Други гласове, 2002
- „Ловен сезон“ (дублаж на Александра Аудио) – Буг (Мартин Лоурънс), 2006
- „Мадагаскар“ – Марти (Крис Рок), 2005
- „Мадагаскар 2“ (дублаж на Александра Аудио) – Други гласове, 2008
- „Мармадюк“ – Гай Хамилтън, 2022
- „Мулан“ – Линг, 2000
- „Ой, къде изчезна Ной!“, 2015
- „Ой, къде изчезна Ной!“ – Ленард, 2022
- „Принцесата и жабокът“ – Рей (вокал), 2009
- „Робин Худ“ – Алън от долината, 2008
- „Спирит“ – Сержант Адамс и Джо, 2003
- „Таласъми ООД“ – Други гласове, 2002
- „Турбо“ – Други гласове, 2013
- „Чаровният принц“ – Чаровният принц, 2018
- „Шрек Трети“ (дублаж на Александра Аудио) – Ланселот, 2007

### Игрални филми
- „Гарфилд 2“ – Макбъни, Найджъл и Пиколото, 2006
- „Звезден сблъсък“ – Алън Смит, 2010

### Режисьор на дублажи
Анимационни сериали (нахсинхронен дублаж)
- „Пале боец“ (дублаж на Про Филмс), 2013
- „Остров Пълна драма“ (дублаж на студио 1+1), 2010
- „Доктор Пространствени джинси“, 2014
- „Зеления фенер: Анимационният сериал“, 2012

Анимационни филми (нахсинхронен дублаж)
- „Легендата за Оз: Завръщането на Дороти“ (дублаж на Про Филмс), 2014 (Музикален режисьор)

### Други дейности
Балабанов е познат и като гласът на БГ радио. От септември 2014 набира популярност с качването на видеоклипове на личния си профил във Фейсбук, в които имитира Бойко Борисов. От 2014 г. е един от водещите на предаването „Милион и две усмивки“, което се излъчва всяка неделя по БНТ 1. Балабанов е един от участниците в третия сезон на „Като две капки вода“, което започва излъчване по Нова телевизия през март 2015 г. и на 25 май е избран за победител.
От 1 февруари 2016 г. е водещ на предаването „Господари на ефира“ в тандем с Малин Кръстев, а на 3 декември до 31 декември 2018 г. го води в тандем с Васил Василев-Зуека.
От 3 ноември до 31 декември 2016 г. е водещ на предаването „Пееш или лъжеш“ в тандем с Мария Игнатова.
През 2019 г. участва в шоуто „Маскираният певец“ на Нова телевизия, под маската на Кукера.
През есента на 2022 г. е водещ на „Звездите в нас“ отново с Мария Игнатова.
От есента на 2023 г., той е водещ на шоуто „Сделка или не“ по Нова телевизия.

### Личен живот
Балабанов има син – Богомил, роден през 2005 г. и  дъщеря Алина, родена през 2023г.

## Филмография
- Raging Sharks – Гмуркача Дон (2005)
- Scorpius Gigantus – Капитан Иван Новак (2006)
- „Столичани в повече“ – Репортер (2014)
- „Връзки“ – Артист (2015)
- „Полицаите от края на града“ – Борислав Костов (2018)
- „All Inclusive“ – Христо (2020)